# Bad Reichenhall
Bad Reichenhall este un oraș din districtul Berchtesgadener Land, regiunea administrativă Bavaria Superioară, landul Bavaria, Germania.
In această localitate există un important zăcămȃnt de sare, exploatat din vechi timpuri. Sarea extrasă a fost comercializată mai ales prin firme specializate din orașul învecinat Salzburg.

## Numele
“Reichenhall” înseamnă “Bogat în sare” (“Reich an Hall”, “hall” fiind denumirea arhaică medievală a sării).

## Personalități născute aici
- Anni Friesinger-Postma (n. 1977), patinatoare;
- Hans-Georg Beck (1910 - 1999), specialist în studii bizantine;
- Franz Oberwinkler (1939 - 2018), botanist, micolog;
- Walter F. Tichy (n. 1952), profesor universitar, informatician.